# Robert van Ackeren
Robert van Ackeren (né le 22 décembre 1946 à Berlin) est un réalisateur allemand.

## Biographie
Robert van Ackeren est notamment le réalisateur de La Femme flambée, avec Gudrun Landgrebe, qui eut un succès considérable en Allemagne à sa sortie.

## Filmographie partielle

### Comme directeur de la photographie
- 1969 : Nicaragua de Werner Schroeter
- 1970 : Deadlock de Roland Klick
- 1971 : Salome de Werner Schroeter
- 1971 : Ce n'est pas l'homosexuel qui est pervers mais la société dans laquelle il vit[1] (Nicht der Homosexuelle ist pervers, sondern die Situation, in der er lebt) de Rosa von Praunheim

### Comme réalisateur
- 1966 : Sticky Fingers
- 1966 : Der magische Moment
- 1968 : Die endlose Reise
- 1969 : Für immer und ewig (court métrage)
- 1971 : Blondie's Number One
- 1972 : Harlis
- 1975 : Le Dernier Cri (Der letzte Schrei)
- 1977 : Belcanto oder Darf eine Nutte schluchzen?
- 1978 : Das andere Lächeln (de) (téléfilm)
- 1980 : Die Reinheit des Herzens
- 1980 : Deutschland Privat 1: Eine Anthologie des Volksfilms
- 1983 : La Femme flambée (Die flambierte Frau)
- 1988 : Le Piège de Vénus (de) (Die Venusfalle)
- 1992 : Die wahre Geschichte von Männern und Frauen
- 2007 : Deutschland Privat 2: Im Land der bunten Träume